# Ordem da Águia Asteca
A Ordem Mexicana da Águia Azteca (em espanhol Orden Mexicana del Águila Azteca) é a mais alta condecoração mexicana concedida a estrangeiros, por serviços humanitários. A ordem foi estabelecida em 1933 por um decreto do presidente Abelardo Luján Rodríguez e é concedido pelo Secretário de Relações Exteriores e pelo presidente, representando toda a nação mexicana.

## Classes
- Colar - Chefes de Estado
- Banda de Categoria Especial - Chefes de governo
- Banda - ministros, secretários e embaixadores
- Placa - Subsecretários e representantes de negócios ad hoc das embaixadas mexicanas
- Comendador ou Vieira - diplomatas em geral
- Insígnia - Determinado pelo Conselho

## Laureados
- Marcelo Rebelo de Sousa
- Bill Gates
- Melinda Gates
- Dwight D. Eisenhower
- Alexandra Kollontai
- Haile Selassie
- Duque de Edimburgo
- Princesa Marina de Kent
- Rainha Elizabeth II
- Gabriel García Márquez
- Rei Juan Carlos
- Alicia Alonso
- Plácido Domingo
- Olavo V da Noruega
- Fidel Castro
- Carlos XVI Gustavo
- Franz Beckenbauer
- Michelle Bachelet
- Fernando Collor de Mello
- Adalgisa Nery
- Luiz Inácio Lula da Silva
- Dilma Rousseff